# Директно дело за противоконституционност
Директно дело за противоконституционност (на португалски: Ação direta de inconstitucionalidade, ADI или ADIn) в Бразилия е процедурен инструмент за абстрактен конституционен контрол над федералните и щатските закони и нормативни актове. В Бразилия абстрактният конституционен контрол е концентриран във Върховния федерален съд на Бразилия, който единствен има правото да разглежда и да се произнася по директните дела за противоконституционност.

## Характеристики
Директното дело за противоконституционност е конституционен инструмент, който позволява даден федерален или щатски закон, или регулативен акт да бъде обявен за противоконституционен единствено въз основа на действащата конституция като критерий за контрол. Според министър Жилмар Менджис Директното дело за противоконституционност е „най-важният юридически акт в бразилската система за конституционен контрол над нормите“
ADI е процедура, която се провежда пред Върховния федерален съд, който единствен има право да се произнесе с решение дали оспорваният чрез това производство акт противоречи на конституцията.
По време на военни режим в страната, от 1964 до 1988 г., главният прокурор на Бразилия е единственият орган, който има право да внася иск за директно дело за противоконституционност.
Според Конституцията на Бразилия от 1988 процедурата ADI може да бъде открита само ако за целта Върховният федерален съд бъде сезиран от един от следните субекти:
- Президента на Републиката;
- Председателския съвет на Федералния сенат;
- Председателския съвет на Камарата на депутатите;
- Председателските съвети на щатските законодателни асамблеи или на Законодателната камара на Федералния окръг;
- Щатските губернатори или губернатора на Федералния окръг;
- Главния прокурор на Републиката;
- Федералния съвет на Бразилската адвокатска асоциация;
- политическа партия, представена в Националния конгрес;
- конфедерации на работнически организации или от професионални асоциации с национално значение.[5]

За да предотврати пролиферацията на този инструмент за абстрактен конституционен контрол, Върховният федерален съд въвежда специален критерий за тематична релевантност (pertinência temática), според който съдът може да откаже да се произнесе по такива дела, в които отсъства обективна връзка между правомощията и дейността на вносителя и съдържанието на обжалвания законодателен или регулативен акт. Съдът обаче не прилага този критерий спрямо дела, заведени от главния прокурор, Федералния сенат, Камарата на депутатите, Федералния съвет на Бразилската адвокатска асоциация и политическите партии, за които приема, че притежават широк кръг от интереси от конституционно естество.
Обект на ADI са всички закони и нормативни актове от федерално и щатско естество. Въпреки това съществува определен кръг от нормативни актове, които не могат да са обект на конституционен контрол чрез Директно дело за противоконституционност.
Първият вид нормативни актове, които не могат да са обект на процедурата ADI, са общинските закони и нормативни актове, приемани от общинските законодателни камари. Според Конституцията на Бразилия Бразилската федерация е формирана от Федералния Съюз, щатите, Федералния окръг и голям брой общини, които са автономни политически единици със собствено управление и законодателни камари. Според всеобщото тълкувание на тези разпоредби, бразилските общини представляват равноправни членове на Бразилската федерация. Въпреки този факт, конституционните разпоредби, които регулират ADI, не включват общинските закони и норми сред актовете, които могат да бъдат обжалвани чрез ADI, а впечатление прави и фактът, че на нито един от общинските органи на управление не е предоставено и правото да внася пред Върховния федерален съд искане за започване на такава процедура. Причината за това е чисто прагматична: към 2006 г. на територията на Бразилия съществуват 5564 общини. Оказва се, че е абсолютно невъзможно за един съд, съставен от единадесет съдии, да упражнява конституционен контрол върху толкова голям кръг от законодателни тела. Поради тази причина конституционният контрол върху общинските закони е предоставен на апелативните щатски съдилища.
Нормативни актове, които не подлежат на конституционен контрол чрез ADI, са и законите, чиято промулгация предхожда тази на Федералната конституция от 1988 г. Върховният федерален съд се е произнесъл с решение, че законодателни актове, които са влезли в сила преди приемането на Конституцията от 1988 г., не могат да бъдат обжалвани чрез директно дело за противоконституционност. Съдът прави разлика между противоконституционна разпоредба, която е норма, приета в нарушение на конституцията, и стар закон, който не отговаря на новата конституция. Въпреки че и двата вида норми са обект на обжалване пред Върховния федерален съд, тълкуванието на съда постановява, че всяко противоречие между предконституционен акт и конституцията трябва да се решава в светлината на конкретния случай. Въпреки това, съдилищата, а в това число и Върховният федерален съд, могат да не прилагат такива закони, които имплицитно са в противоречие с действащата конституция, но трябва да правят това не на основание на съществуващо противоречие с конституционните разпоредби, а на основанието, че тези актове принадлежат към една по-стара правна система, която повече не съществува, тъй като новата конституция по необходимост е въдворила нов правов ред.
Отделна група закони, които не подлежат на конституционен контрол чрез ADI, са и т.нар. закони с конкретен ефект, които са нормативни актове, които притежават ясно определен обект и ограничен кръг от конкретни адресати и които се възприемат само формално като закони, тъй като не уреждат абстрактни юридически отношения. На конституционен контрол чрез ADI не подлежат и нормативни актове, които вече са отменени от Конгреса на Бразилия.
Решенията, с които Върховният федерален съд се произнася по директни дела за противоконституционнст, имат задължителен характер, придобиват ефект с обратна във времето сила (ex tunk) и по отношение на всички (erga omnes), като в това число влизат съдебната и изпълнителната власт и нейната администрация на федерално, щатско и общинско ниво, но решенията на съда по тези дела нямат ефект върху Законодателната власт на страната.
Трябва да се изясни, че законодателството, уреждащо упражняването на ADI, дава възможност на Върховния федерален съд така да формулира решението си, че да обяви оспорвания нормативен акт за противоконституционен:
- веднага след произнасянето на решението (т.нар. ex nunc делкарация за противоконституционност);
- в бъдещ момент, който настъпва след изтичането на определен от съда срок, който започва да тече от момента на произнасяне на решението (т.нар. декларация за противоконституционност с pro futuro действие);
- без декларация за нищожност на акта;
- със задна дата, освен в специални случаи;[1]

Според конституцията на страната при процедура ADI Върховният федерален съд е задължен предварително да изслуша становището на главния прокурор на Републиката и да призове главния адвокат на Съюза, който да защити оспорваните нормативни текстове.
Освен това според закон 9.868/99 съдията – докладчик по образуваното ADI, има право да призове т.нар. amicus curiae в процеса, както и да организира публични изслушвания на членове на обществото, и най-вече такива с експертни познания по дискутирания въпрос.